# Quando le donne persero la coda
Quando le donne persero la coda es una película de coproducción italoalemana dirigida en 1972 por Pasquale Festa Campanile.
Tras el éxito previo de Cuando las mujeres tenían cola, Lina Wertmüller idea un nuevo argumento para esta segunda parte. En esta nueva aventura, los cavernícolas (para su desgracia) aprenden lo que es el comercio. La película, en cómica, hace reflexionar sobre el dinero y el poder que este ejerce sobre el hombre llegando a aniquilar su libertad.

## Sinopsis
Hay una pequeña comunidad de cavernícolas que siempre ha vivido en la más completa ignorancia de lo que es el comercio. Un día llega Ham (Lando Buzzanca) acompañado por su enorme esposa Katorcia. Él es un hombre de una civilización superior que enseguida se percata de la ingenuidad de sus compañeros. Ham decide aprovecharse de ellos en su propio beneficio y en el de su insaciable esposa. 
Una vez que ha introducido en sus ingenuas mentes el concepto del dinero, Ham pone una tienda. A partir de este momento él empieza a enriquecerse revendiendo de manera exagerada los alimentos que ellos mismos le han proporcionado. Los cavernícolas se ven obligados a trabajar duro para ganar una miseria, hasta que el hambre se apodera de ellos. Ham a cambio de un poco de comida, consigue apropiarse de la mujer de la comunidad, la bella Filli (Senta Berger). Esta se pondrá celosa de Katorcia por tener que compartir a Ham con ella.
Pero Ham no mantendrá a Filli mucho tiempo con él: la ha elegido astutamente impulsado por la codicia para cedérsela por dinero a los cavernícolas. De este modo consigue incluso sacar provecho de la propia mujer de la comunidad.